# مجزرة مدرسة الجرجاوي 2025
في 25 مايو 2025، استهدفت قوات الاحتلال الإسرائيلية مدرسة فهمي الجرجاوي في حي الدرج بمدينة غزة، مما أسفر عن استشهاد 36 شخصًا على الأقل وإصابة 55 آخرين، من بينهم 18 طفلاً وست نساء. ووقع الهجوم في خضم الانتقادات الدولية المتزايدة لسلوك إسرائيل في حرب غزة. قُتل العديد من الأطفال، وأظهرت لقطات فيديو تم التحقق منها فتاة صغيرة محاصرة في الحرائق الناجمة عن القصف، وهي تحاول الهرب. عانى الأطفال الناجون من الهجوم من حروق شديدة.
لم يأمر الجيش الإسرائيلي السكان بإخلاء المنطقة قبل القصف. كانت المزاعم الإسرائيلية بشأن استهداف القوات المسلحة في المدرسة خالية من الأدلة ولم تتمكن المؤسسات الإخبارية من التحقق منها.
قد وقع الهجوم في سياق تصعيد كبير في الهجمات العسكرية الإسرائيلية على غزة، مصحوبًا بمئات القصف، وحصار المستشفيات، والتجويع، والنزوح القسري في جميع أنحاء القطاع، والتهديدات العدوانية من رئيس الوزراء الإسرائيلي بنيامين نتنياهو.

## خلفية الحدث
وردًا على الانتقادات الدولية المتزايدة، قال رئيس الوزراء الإسرائيلي بنيامين نتنياهو إن القوات الإسرائيلية ستزيد من هجماتها في جميع أنحاء قطاع غزة حتى تسيطر عليه بالكامل. قد رافق الحملة العسكرية حصار للإمدادات الطبية والغذائية. أشارت الجزيرة إلى ضربات ضربت مدارس وملاجئ أخرى في الحرب؛ وشملت هذه الضربات مقتل أكثر من 50 شخصًا في مدرسة البراق في نوفمبر/تشرين الثاني 2023، وأكثر من 100 شخص في مدرسة التبين في أغسطس/آب 2024.
في اليومين اللذين سبقا القصف، قال الجيش الإسرائيلي إن قواته الجوية هاجمت أكثر من 200 موقع في غزة، بما في ذلك "الإرهابيين ومستودعات الأسلحة ومواقع القناصة والصواريخ المضادة للدبابات وفتحات الأنفاق"، وغيرها. لجأت العائلات إلى مدرسة فهمي الجرجاوي في حي الدرج بمدينة غزة هرباً من الغارات الجوية الإسرائيلية المستمرة. بحسب المتحدث باسم الدفاع المدني في غزة محمود بصل فإن مدرسة الجرجاوي كانت تؤوي مئات الأشخاص، معظمهم من النساء والأطفال. ولم تأمر القوات العسكرية الإسرائيلية بإخلاء المنطقة قبل الهجوم.
يرتبط التصعيد العسكري الذي سبق قصف مدرسة فهمي الجرجاوي بعملية عربات جدعون، وهي خطة حكومة نتنياهو للسيطرة على غزة بالكامل.

## القصف
قد أسفرت الضربات التي ضربت المدرسة عن مقتل ما بين 33 إلى 36 شخصًا وفقًا لوكالة أسوشيتد برس والجزيرة ووكالة فرانس برس، وإصابة 55 شخصًا.
قالت دائرة الإعلام الحكومي في غزة إن 18 طفلاً قتلوا في القصف. ونشرت الجزيرة لقطات فيديو موثقة لطفل صغير في المدرسة المحترقة وهو يحاول الهرب من الحرائق. في الخارج، حاول الناس يائسين تحطيم النوافذ لإنقاذ من كانوا يحترقون داخل المدرسة. وذكرت هيئة الإذاعة البريطانية (بي بي سي) أن الأطفال أصيبوا بحروق بالغة.
أفاد المسعفون باندلاع حرائق هائلة في المدرسة ونصب خيام على أراضيها. صرحوا بأنهم سمعوا أصوات أشخاص محاصرين أحياء في الحرائق لكنهم غير قادرين على الهرب. وصف شهود عيان المشهد بأنه "كارثي"، وقال أحد السكان المحليين إن القصف "كان أشبه بالزلزال". كافحت قوات الدفاع المدني لإخماد الحرائق لساعات. قال أحد المسعفين، الذي أنقذ فتاة صغيرة من النيران، إنه لم يستطع إقناع نفسه بإبلاغها بأن عائلتها بأكملها قد قُتلت.
ذكرت قناة الجزيرة أنه في صباح يوم القصف، قُتل 50 شخصًا في هجمات شنتها القوات الإسرائيلية في شمال غزة. شملت هذه الهجمات مقتل 19 شخصًا في منزل واحد، بما في ذلك 17 فردًا من عائلة عبد ربه. تعرض عمال الإنقاذ للقصف من قبل القوات الإسرائيلية أثناء محاولتهم إنقاذ الناجين من الهجمات.

## ردود الفعل

### منظمات حقوق الإنسان
أصدرت وكالة الأمم المتحدة لإغاثة وتشغيل اللاجئين الفلسطينيين في الشرق الأدنى بياناً يفيد بأن أماكن الإيواء في غزة أصبحت مكتظة بالنازحين الباحثين عن الإغاثة، وأنه لا يوجد مكان آمن.  

### الحكومات

#### غزة
صرح المكتب الإعلامي الحكومي في غزة بأن القصف كان "امتدادًا مباشرًا لجريمة التطهير العرقي والإبادة الجماعية" التي تُرتكب ضد الشعب الفلسطيني منذ عملية طوفان الأقصى، قال المكتب إن القوات الإسرائيلية قصفت الملاجئ بشكل منهجي لإحداث أكبر عدد ممكن من الضحايا.

#### إسرائيل
صرحت قوات الاحتلال الإسرائيلية وجهاز الأمن الداخلي الإسرائيلي(شين بيت) دون دليل أن المدرسة كانت تستخدم من قبل حماس للتخطيط وجمع المعلومات الاستخباراتية لمهاجمة المدنيين والجنود الإسرائيليين. قال الجيش الإسرائيلي إنه اتخذ خطوات لتجنب إيذاء المدنيين واستهدف شخصيات رئيسية في حماس والجهاد الإسلامي الفلسطيني. لم يتمكن مراسلو هيئة الإذاعة البريطانية من التحقق من مزاعم إسرائيل، وأظهرت لقطات فيديو وصور عشرات النساء والأطفال قتلى وجرحى. لم يذكر المتحدثون الإسرائيليون على وجه التحديد الأشخاص الذين كانت إسرائيل تنوي قتلهم في التفجيرات.

#### ألمانيا
في حين انتقدت المستشارة الألمانية الحكومة الإسرائيلية، صرح يوهان فادفول، وزير الخارجية الألماني، بأن ألمانيا ستواصل بيع الأسلحة لإسرائيل.